# Tower defense
Tower defense o TD è un sottogenere di videogioco strategico. L'obiettivo è impedire ai nemici di attraversare la mappa costruendo torri che, sparando automaticamente (in alcuni casi deve essere il giocatore a prendere la mira e fare fuoco) colpiranno i nemici in avvicinamento. Le torri e i nemici possono avere diverse abilità e costi; normalmente il giocatore può scegliere se migliorare le proprie difese spendendo punti o denaro guadagnato uccidendo i propri avversari. La strategia di questo genere sta nell'abilità del giocatore di posizionare in modo corretto le proprie torri. In molti videogiochi, come Flash Element Tower Defense, i nemici attraversano un labirinto e il giocatore dovrà decidere come posizionare le proprie torri, oppure potenziare (upgrade in inglese) quelle precedentemente create per annientare o rallentare i nemici nel percorso. D'altra parte, alcune versioni di questo genere permettono al giocatore di creare un labirinto con le proprie torri, questo si può notare in Desktop Tower Defense. Altre versioni ancora sono un ibrido di queste due modalità di gioco.

## Storia
I tower defense trovano le proprie radici nei videogiochi strategici come Rampart, un videogioco del 1990 il cui scopo era difendere un castello posizionando cannoni. Dal nuovo millennio i tower defense spesso compaiono in "mappe" create da videogiocatori per StarCraft, Age of Empires II, e Warcraft III. Il primo videogioco creato appositamente per questo genere è Master of Defense, shareware pubblicato nel 2005. Ha ricevuto il premio Strategy Game of the Year da GameTunnel nel 2006.
Infine, sviluppatori di videogiochi indipendenti, grazie alla tecnologia di Adobe Flash, cominciarono a creare dei browser game di questo genere, come Flash Element Tower Defense e Desktop Tower Defense entrambi del 2007, quest'ultimo diventò molto popolare e guadagnò un premio all'Independent Games Festival. Molti altri tower defense raggiunsero un discreto livello di importanza, come Protector, Immortal Defense, GemCraft e Plants vs. Zombies.
Sempre nello stesso anno, la Ninja Kiwi creò la serie di Bloons Tower Defence, nonostante le varie evoluzioni subite nel campo delle torri dei tracciati e dei nemici, ebbe nuove versioni e varianti.  
Dal 2008, grazie al successo di questo genere, vennero creati giochi tower defense su console come Defense Grid: The Awakening per Xbox, PixelJunk Monsters e Savage Moon per PlayStation 3, Final Fantasy Crystal Chronicles: My Life as a Darklord per Wii e Lock's Quest e Ninjatown per Nintendo DS.